# Цветан Йончев
Цветан Бориславов Йончев е български футболист и треньор, роден на 15 февруари 1956 г. във Враца.
С екипа на ЦСКА (София) той печели титли на Първа лига и една Купа на България. Изиграва общо 234 мача за отбора, отбелязвайки 54 гола. След 9 сезона с ЦСКА, той се присъединява към Славия (София).

## Кариера
Играл е като полузащитник за отборите на Ботев (Враца) (1973 – 1975), ПФК ЦСКА (София) (1975 – 1984), Славия (1984 – 1986), Лудогорец (1986 – 1988).
Има 361 мача и 76 гола в А група, от които 234 мача и 54 гола за ЦСКА. Има 23 мача и 5 гола за националния отбор. Шампион на България (1976, 1980, 1981, 1982, 1983), носител на Купата на България (1981 – в неофициалния турнир и 1983 г. – в официалния турнир). Полуфиналист за Купа на европейските шампиони през 1982 г.
За ЦСКА има 24 мача и 10 гола в евротурнирите (19 мача с 10 гола за КЕШ и 5 мача за купата на УЕФА). Помощник-треньор в ЦСКА (1990 – 1992), Шампион на България като помощник-треньор на ЦСКА през 1992. Треньор на ПФК ЦСКА (София) (1992 – 1993), носител на Купата на България като треньор на ЦСКА през 1993 г.
От 2015 г. е треньор в САЩ на „българския“ тим Миньор (Чикаго).